# Ан (грузинська літера)
Це стаття про букву грузинської абетки. Також є стаття про префікс: А (префікс).
Ан (груз. ანი) — перша літера грузинської абетки, голосна, вимовляється як українська «а» (МФА: [a]). За міжнародним стандартом ISO 9984 транслітерується як латинське a.

## Історія
| Асомтаврулі | Нусхурі | Мхедрулі |
| ----------- | ------- | -------- |
|             |         |          |

## Юнікод
В юнікоді:
- ა — U+10D0
- ნ — U+10A0